# Division 1 de 1988–89
A Primeira Divisão (chamada de Division 1) do Campeonato Francês de Futebol de 1988-89 foi uma competição de futebol realizada na França, contando como a 51ª edição da história. O campeão foi Olympique de Marseille, pela quinta vez, tendo como vice o Paris Saint-Germain.

## Clubes participantes e regulamento
| - Auxerre - Bordeaux - SM Caen - AS Cannes - Stade Lavallois - RC Lens - Lille - Olympique Marseille - FC Metz - AS Monaco FC |  | - Montpellier La Paillade SC - FC Nantes Atlantique - OGC Nice - Matra Racing - Paris Saint-Germain FC - AS Saint-Etienne - FC Sochaux-Montbéliard - RC Strasbourg - Sporting Toulon Var - Toulouse FC |

Todos os vinte clubes se enfrentariam em jogos de ida e volta. O melhor classificado ao fim desses confrontos se sagraria campeão. Os três últimos colocados seriam rebaixados à Division 2.

## Classificação
| Pos | Clube                  | Pontos | Jogos | V  | E  | D  | GP | GC | SG  |
| --- | ---------------------- | ------ | ----- | -- | -- | -- | -- | -- | --- |
| 1   | Olympique de Marseille | 73     | 38    | 20 | 13 | 5  | 56 | 35 | +21 |
| 2   | Paris Saint-Germain    | 70     | 38    | 19 | 13 | 6  | 45 | 26 | +19 |
| 3   | Monaco                 | 68     | 38    | 18 | 14 | 6  | 62 | 38 | +24 |
| 4   | Sochaux                | 68     | 38    | 19 | 11 | 8  | 50 | 28 | +22 |
| 5   | Auxerre                | 63     | 38    | 18 | 9  | 11 | 41 | 32 | +9  |
| 6   | Nice                   | 57     | 38    | 16 | 9  | 13 | 45 | 40 | +5  |
| 7   | Nantes                 | 57     | 38    | 15 | 12 | 11 | 41 | 40 | +1  |
| 8   | Lille                  | 56     | 38    | 15 | 11 | 12 | 50 | 38 | +12 |
| 9   | Montpellier            | 52     | 38    | 14 | 10 | 14 | 51 | 53 | -2  |
| 10  | Toulouse               | 51     | 38    | 12 | 15 | 11 | 44 | 46 | -2  |
| 11  | Sporting Toulon Var    | 50     | 38    | 12 | 14 | 12 | 30 | 29 | +1  |
| 12  | Cannes                 | 50     | 38    | 14 | 8  | 16 | 45 | 47 | -2  |
| 13  | Bordeaux               | 49     | 38    | 12 | 13 | 13 | 54 | 46 | +8  |
| 14  | Saint-Étienne          | 48     | 38    | 12 | 12 | 14 | 39 | 50 | -11 |
| 15  | Metz                   | 47     | 38    | 12 | 11 | 15 | 47 | 49 | -2  |
| 16  | Caen                   | 40     | 38    | 10 | 10 | 18 | 39 | 60 | -21 |
| 17  | Matra Racing           | 39     | 38    | 10 | 9  | 19 | 49 | 56 | -7  |
| 18  | Strasbourg             | 39     | 38    | 10 | 9  | 19 | 47 | 59 | -12 |
| 19  | Laval                  | 35     | 38    | 8  | 11 | 19 | 33 | 55 | -22 |
| 20  | Lens                   | 17     | 38    | 3  | 8  | 27 | 32 | 73 | -41 |

|  | |
|  | Campeão e classificado à Taça dos Campeões Europeus 1989-90                                                                                                |
|  | O Monaco foi campeão da Copa da França de 1988-89 e se classificou por ela à Recopa Europeia de 1989-90, portanto, não poderia participar da Copa da UEFA. |
|  | Classificado à Copa da UEFA de 1989-90 |
|  | Rebaixado |

## Artilharia
| Rank | Jogador           | Clube                      | Gols |
| ---- | ----------------- | -------------------------- | ---- |
| 1    | Jean-Pierre Papin | Olympique Marseille        | 22   |
| 2    | Glenn Hoddle      | AS Monaco FC               | 18   |
| -    | Zlatko Vujovic    | AS Cannes                  | 18   |
| 4    | Laurent Blanc     | Montpellier La Paillade SC | 15   |
| -    | Daniel Bravo      | OGC Nice                   | 15   |
| -    | Stéphane Paille   | FC Sochaux-Montbéliard     | 15   |
| -    | Daniel Xuereb     | Paris Saint-Germain FC     | 15   |